# Albert Guðmundsson (futbolista nacido en 1923)
Albert Sigurður Guðmundsson (Reikiavik, 5 de octubre de 1923 - Ib., 7 de abril de 1994) fue un futbolista, empresario y político islandés. En su etapa deportiva se convirtió en el primer futbolista islandés con contrato profesional, llegando a militar en el Arsenal F.C., el A..C. Milan y el Racing Club de France. Tras su retirada siguió vinculado al fútbol como presidente de la Federación Islandesa entre 1968 y 1973. En 1974 fue elegido diputado del parlamento islandés dentro del Partido de la Independencia, y en 1980 se presentó a las elecciones a la presidencia del país, siendo derrotado por Vigdís Finnbogadóttir.

## Biografía
Albert Guðmundsson nació en Reikiavik el 5 de octubre de 1923, siendo el mayor de ocho hermanos en una familia de clase media alta. Su padre Guðmundar Gíslasonar era orfebre.
Estuvo casado desde 1946 y toda su vida con Brynhildi Hjördísi Jóhannsdóttur, con la que tuvo tres hijos. La familia de Guðmundsson ha estado muy ligada al deporte, pues también han sido futbolistas internacionales su hijo Ingi Björn Albertsson, su nieta Kristbjörg Helga Ingadótti y su bisnieto Albert Brynjar Ingason.
Guðmundsson falleció el 7 de abril de 1994, a los 70 años.

## Trayectoria deportiva
Guðmundsson comenzó a jugar al fútbol como centrocampista en el Valur Reikiavik, el equipo de la Asociación Cristiana de Jóvenes. En 1944 se marchó a Escocia para estudiar administración de empresas en Glasgow, pero al mismo tiempo consiguió que uno de los clubes más importantes de la ciudad, el Glasgow Rangers, le contratara como refuerzo durante la Segunda Guerra Mundial.
En septiembre de 1946 viajó a Inglaterra para jugar en el Arsenal F.C., en una época en la que el fútbol británico volvía a la normalidad tras el conflicto. Guðmundsson estuvo en el equipo londinense durante dos meses, incluyendo dos partidos de la First Division en la temporada 1946/47, hasta que la Asociación de Fútbol le denegó el permiso de trabajo y tuvo que marcharse de allí. En su último encuentro, un amistoso ante el Racing Club de France, llamó la atención de los ojeadores franceses y se decantó por jugar para el F.C. Nancy. De este modo, Albert se convertiría en el primer futbolista islandés con contrato profesional.
Gracias a una buena temporada con el Nancy, Guðmundsson se marchó al A.C. Milan en 1948, convirtiéndose en el primer islandés en firmar por el equipo rossonero. Su presencia en la temporada 1948/49 de la Serie A se redujo a 14 partidos y 2 goles, interrupida por una grave lesión en la rodilla a mitad del curso. El Milan rechazó pagarle una operación por los riesgos que entrañaba, así que el islandés rescindió el contrato y se costeó la intervención para continuar en el deporte.
Tras esa experiencia regresó a Francia y fichó por el Racing Club de France, en el que permanecería tres temporadas como máximo goleador. Luego de una breve reincorporación al Nancy en 1952, retornó a Islandia para establecerse en Reikiavik. Al mismo tiempo que finalizaba su carrera en el Valur (1953-1956), se dedicó a la venta mayorista de productos franceses importados. Posteriormente ocupó cargos de responsabilidad en la naviera Hafskip, entre ellos la presidencia.

### Selección nacional
Guðmundsson fue internacional con la selección de fútbol de Islandia en seis partidos y marcó dos goles. Tuvo el honor de disputar el primer encuentro oficial de su país como estado independiente, el 17 de julio de 1946 frente a Dinamarca.

## Trayectoria política
Guðmundsson se mantuvo ligado al deporte a través de la presidencia de la Federación de Fútbol de Islandia desde 1968 hasta 1973. Al mismo tiempo, y debido a su cercanía con Francia, el país galo le ofreció el cargo de cónsul en Islandia.
Su carrera política estuvo vinculada al Partido de la Independencia. En 1970 obtuvo un acta de concejal en el ayuntamiento de Reikiavik, que mantendría durante dieciséis años. En 1974 fue elegido diputado del parlamento islandés por la circunscripción de la capital. Y en 1980 se presentó a las elecciones a la presidencia del país, quedando en tercera posición por detrás de Vigdís Finnbogadóttir.
Durante el gobierno de Steingrímur Hermannsson, Guðmundsson fue nombrado ministro de Finanzas (1983-1985) y ministro de Industria (1985-1987), lo que le permitió ser uno de los hombres más fuertes del partido conservador. Sin embargo, en 1987 se reveló un escándalo de financiación ilegal en Hafskip, de la cual aún era accionista. Guðmundsson defendió su inocencia pero no se sintió respaldado por sus compañeros, por lo que tuvo que dimitir y creó su propia formación para las elecciones de 1987, el Partido Ciudadano (Borgaraflokkurinn), bajo los preceptos del populismo de derecha. El nuevo grupo obtuvo 7 diputados, entre ellos su hijo Ingi Björn Albertsson.
En 1989 fue nombrado embajador de Islandia en Francia, cargo que ocuparía hasta 1993. Desde ese puesto también se ocupó de las relaciones diplomáticas con España, Portugal y Cabo Verde, así como de la representación islandesa en la UNESCO.